# Natalie Clifford Barney
Pour les articles homonymes, voir Barney.
Natalie Clifford Barney (Dayton, Ohio, 31 octobre 1876 - Paris, France, 2 février 1972), est une femme de lettres américaine du XXe siècle connue pour ses poésies, mémoires et épigrammes et une des dernières salonnières parisiennes.
Ouvertement lesbienne, elle a cherché à faire de son salon littéraire une nouvelle Mytilène, une école de femmes poètes qui répondent à l'Académie française d'alors, strictement masculine. Pendant plus de soixante ans, le 20 de la rue Jacob a revivifié un monde littéraire et artistique féminin, à travers les nombreuses conquêtes amoureuses de son hôtesse, telles la courtisane Liane de Pougy, la mécène Élisabeth de Clermont-Tonnerre, la peintre Romaine Brooks, la romancière Colette — à qui elle inspira le personnage de Flossie dans Claudine s'en va (1903) — , mais aussi des membres de l'intelligentsia qui ont compté des deux côtés de l'Atlantique, tels Salomon Reinach ou Gertrude Stein, homosexuels ou non, mais favorables à la libération des mœurs et des arts. Par son indépendance d'esprit, sa liberté de mœurs, sa séduction, son goût pour les choses de l'esprit, elle a permis de donner, dans le Paris de la Belle Époque et de l'entre-deux-guerres, une bien plus grande visibilité aux lesbiennes.

## Biographie

### La fille d'une femme libérée (1876-1887)

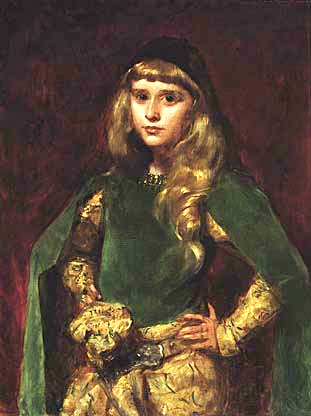
Natalie Clifford Barney à dix ans en 1887 par Carolus-Duran.

La mère de Natalie Barney, Alice Pike, a été fiancée à l'explorateur Henry Morton Stanley, mais, alors que ce dernier est parti pour une expédition de deux ans, elle épouse à sa place Albert Clifford Barney, un magnat américain des chemins de fer à Dayton, Ohio.
Une conversation avec Oscar Wilde, qu'elle a l'occasion de rencontrer alors qu'il fait une tournée de conférences en Amérique, l'encourage sur la voie des études artistiques que son mari désapprouve. Bravant la volonté de celui-ci, Alice Pike s'y met sérieusement. Elle apprend la peinture auprès de Carolus-Duran et de James McNeill Whistler, et finit par exposer ses œuvres dans des galeries prestigieuses, dont la Corcoran Gallery of Art. Dans les années suivantes, elle invente et fait breveter des procédés mécaniques. Elle écrit et fait jouer plusieurs pièces et un opéra et travaille également à favoriser les arts à Washington. Plusieurs de ses peintures figurent aujourd'hui dans la collection du Smithsonian American Art Museum.
Alice Pike confie ses filles à une préceptrice. Celle-ci éveille l'intérêt de la petite Natalie pour le français en lui lisant à haute voix des histoires de Jules Verne, lecture habituellement réservée aux petits garçons. Le désir de les comprendre la pousse à apprendre cette langue.
Âgée de dix ans, Natalie Clifford Barney quitte l'Ohio avec sa famille pour Washington et passe l'été à Bar Harbor dans le Maine. À la fin de l'été, Alice part vivre avec ses deux filles, à Paris. Les deux sœurs passent 18 mois (de 1886 à 1888) au pensionnat international « Les Ruches » situé à Avon (Seine-et-Marne), fondé, à l'origine, par la pédagogue Marie Souvestre (partie à Londres en 1883) et sa compagne Caroline Dussaut. Devenue adulte, Natalie parle donc français couramment et sans accent.

### Une femme qui se découvre aimant les femmes (1888-1900)

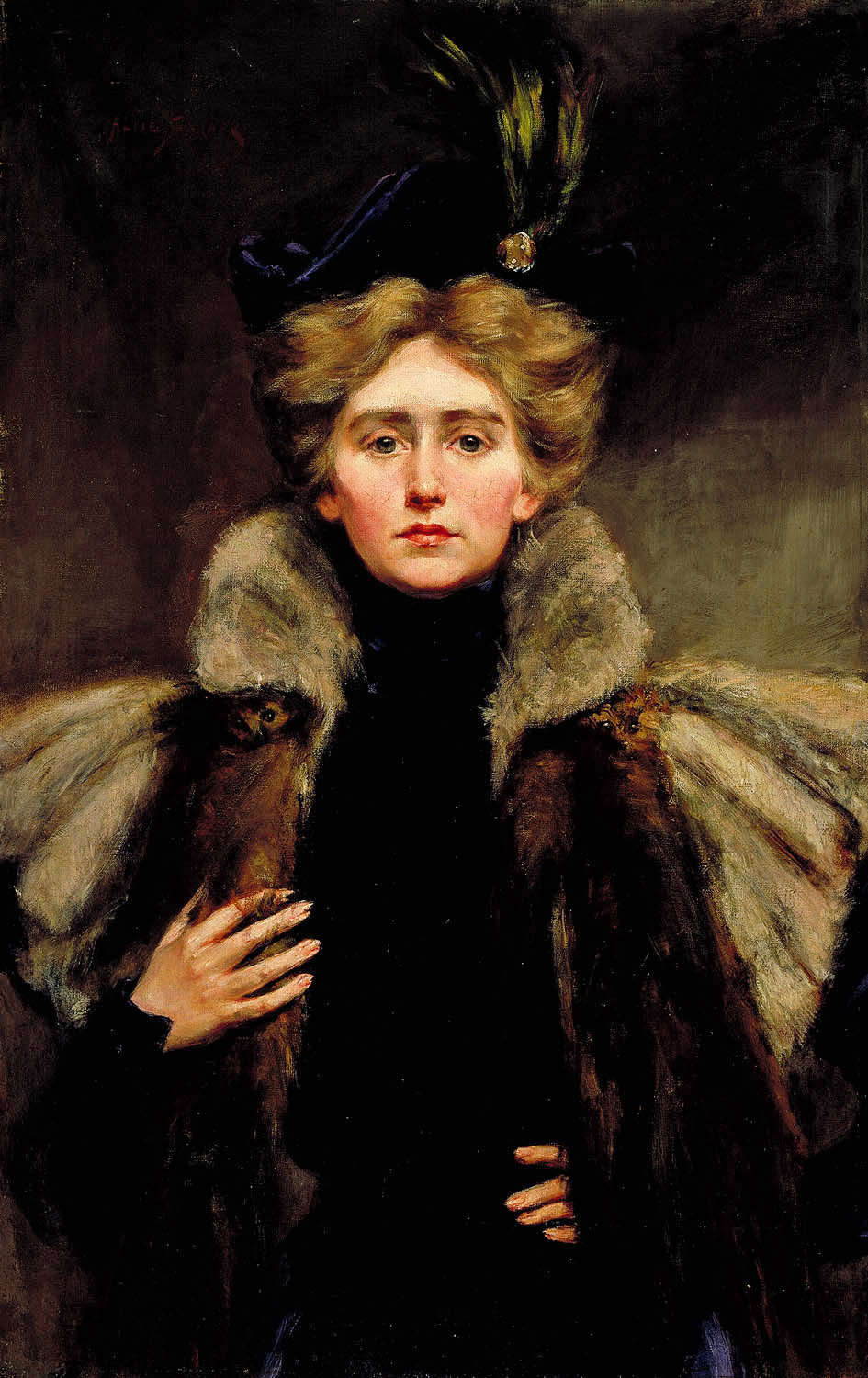
Natalie in Fur Cape, portrait par Alice Pike Barney de Natalie Clifford Barney à vingt ans en 1896.

À douze ans, Natalie se rend compte qu'elle est lesbienne. Elle prend alors la résolution de « vivre au grand jour, sans cacher quoi que ce fût ».
En 1899, après avoir vu à Paris la danseuse Liane de Pougy à un spectacle de music-hall, elle se présente chez celle-ci en costume de page et fait annoncer un « page de l'amour » envoyé par Sappho. Liane de Pougy, courtisée par les hommes les plus riches et les plus titrés, est l'une des « grandes horizontales » les plus célèbres mais elle se laisse toucher par la témérité de la jeune femme. La cocotte se prend d'une passion très vive pour la jeune Américaine à la blondeur argentée, qu'elle surnomme « moonbeam » (« rayon de lune »). En 1899, Liane lui offre un célèbre anneau en argent, émail bleu et opales, orné d’une chauve-souris, animal symbole de l’homosexualité, aujourd'hui exposé au musée des Arts décoratifs. Les deux femmes vivent durant quelques mois un amour passionné, mais Natalie, peu encline à la fidélité, ne tarde pas à s'éprendre d'autres femmes, comme certains des modèles féminins qui posent pour sa mère.
Natalie évoque ces amours dans un recueil de poèmes Quelques portraits, sonnets de femmes, illustré de dessins de sa mère et publié à compte d'auteur en 1900. Liane de Pougy de son côté raconte son expérience dans un roman évocateur, Idylle saphique. Édité en 1901, le livre alimente les conversations du Tout-Paris, et doit être réimprimé soixante dix fois la même année, alors que Natalie, voulant « sauver » Pougy de son existence de courtisane, se sépare d'elle, après plusieurs disputes.

### L'amour libre (1901-1908)

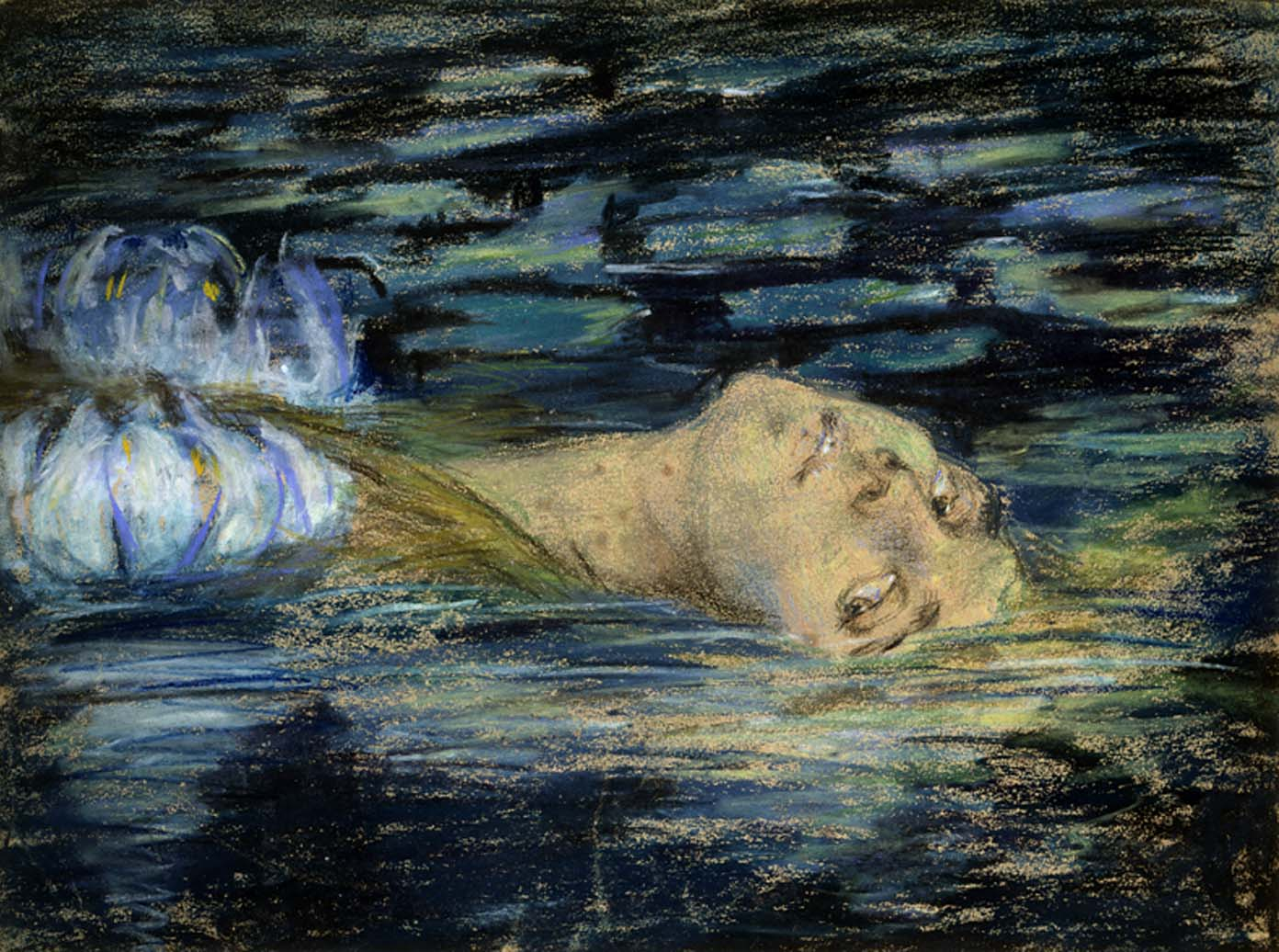
Nénuphar, illustration d'Alice Pike pour le livre scandaleux de sa fille.

Le grand succès du livre est aussi un succès de scandale. Natalie Barney est aussitôt renvoyée aux États-Unis, où son père fait brûler tous les exemplaires du recueil de poèmes qu'il trouve et cherche à la marier. Mais la jeune fille réplique à son père qu'elle n'acceptera qu'un seul parti : lord Alfred Douglas, l'ancien amant d'Oscar Wilde.

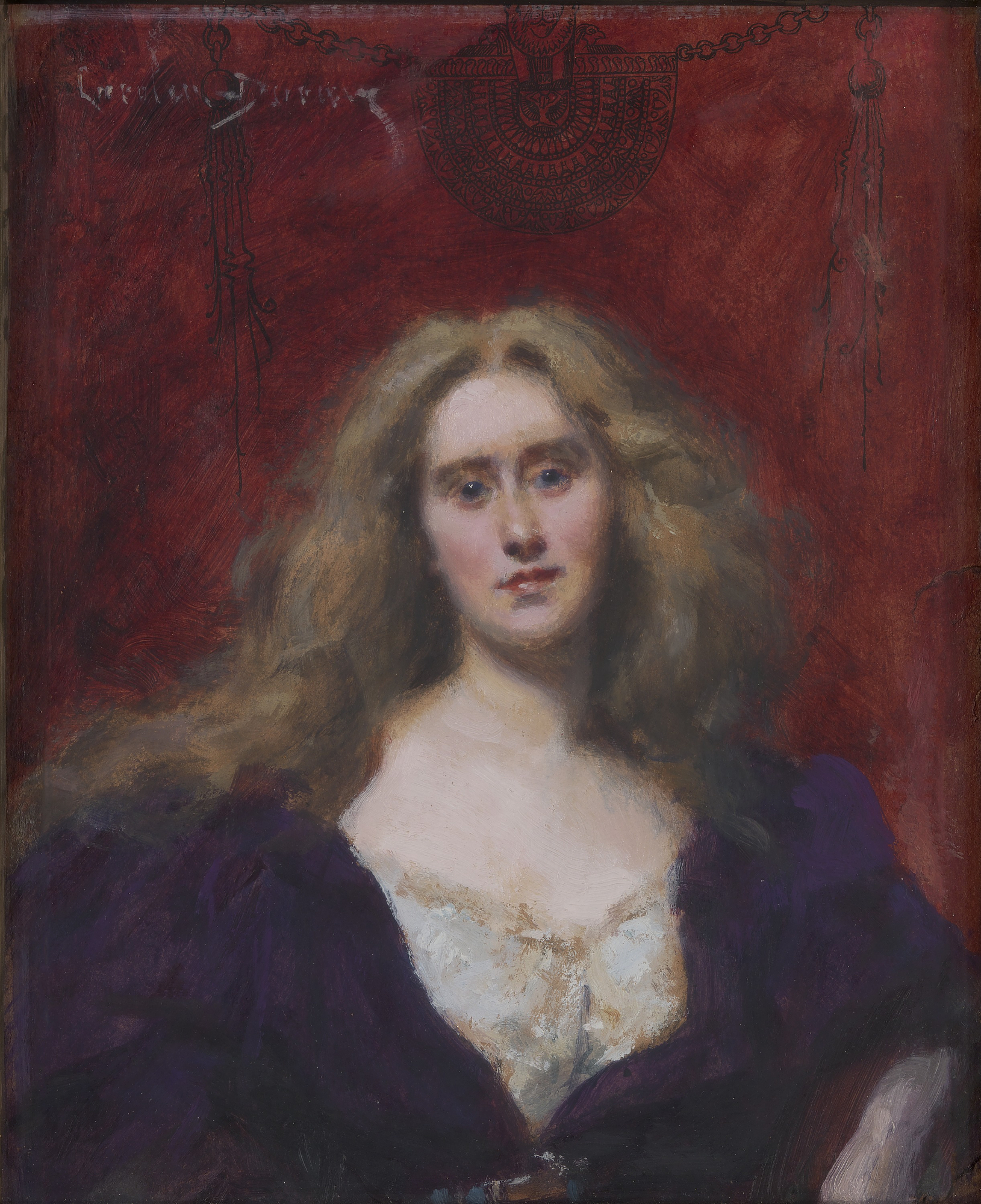
Natalie Barney, vers 1900
Carolus-Duran
Smithsonian American Art Museum.

Devant cet entêtement, son père se résout à la laisser revenir à Paris où elle collectionne les aventures : la poétesse Renée Vivien qui a produit une traduction inégalée de Sappho, la chorégraphe américaine Eva Palmer-Sikelianos, Lucie Delarue-Mardrus, la poétesse anglaise Olive Custance, future lady Douglas, Colette, la cantatrice Emma Calvé, l'actrice Henriette Roggers… Cette période inspire à Renée Vivien son roman à clef Une femme m'apparut (1904-1905).
En 1902, à la mort de son père, Natalie Clifford Barney hérite d'une grosse fortune et peut louer une maison à Neuilly-sur-Seine où elle donne des fêtes païennes qui défraient la chronique. La plupart de ses conquêtes – à l'exception de Renée Vivien, dégoûtée par ce qu'elle juge des « orgies » – Pierre Louÿs, Isadora Duncan et son frère Raymond, Mata Hari et d'autres encore s'y retrouvent.

### Le salon de l'Amazone (1909-1939)

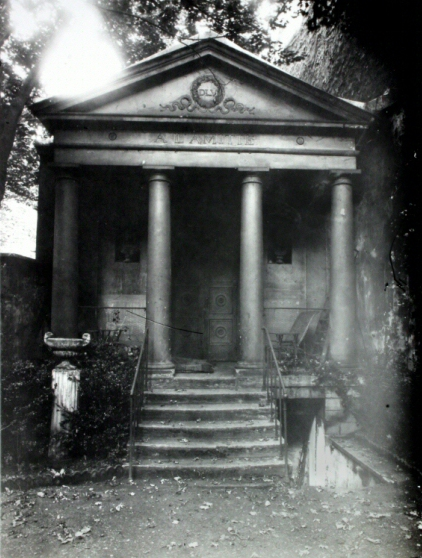
Le Temple de l'Amitié, 20 rue Jacob, en 1910.

Elle s'installe, en 1910, dans un pavillon au 20 rue Jacob, dont on dit qu'il aurait été construit par le maréchal de Saxe pour sa maîtresse, l'actrice Adrienne Lecouvreur.

« […] chez miss Barney, rue Jacob, qui habite une petite maison avec gazon, arbres, serre et d'un autre côté, avec un temple à l'amitié […]. Cet édicule est attribué à Adrienne Lecouvreur. Les coins de ce jardin sont tout ce qui reste paraît-il du jardin de Racine. La Champmeslé, Racine, Lecouvreur, tous ces souvenirs flottent dans les parages »

Cette maison est, pendant près de soixante ans, le cadre de ses célèbres « vendredis », un des derniers salons littéraires influents. Viennent régulièrement Salomon Reinach, Auguste Rodin, Rainer Maria Rilke, Colette, James Joyce, Paul Valéry, Pierre Louÿs, Oscar Vladislas de Lubicz-Milosz, Anatole France, Robert de Montesquiou, Edna St. Vincent Millay, Gertrude Stein, Alice B. Toklas, Somerset Maugham, Radclyffe Hall, T. S. Eliot, Ford Madox Ford, Isadora Duncan, Ezra Pound, Virgil Thomson, Jean Cocteau, Max Jacob, André Gide, William Carlos Williams, Djuna Barnes, George Antheil, Janet Flanner, Nancy Cunard, Peggy Guggenheim, Mina Loy, Caresse et Harry Crosby, Marie Laurencin, Oscar Milosz, Paul Claudel, Adrienne Monnier, Sylvia Beach, Scott et Zelda Fitzgerald, Sinclair Lewis, Emma Calvé, Sherwood Anderson, Hart Crane, Alan Seeger, Mary McCarthy, Truman Capote, Françoise Sagan, Marguerite Yourcenar…
À la fin avril 1909, elle rencontre, chez Lucie Delarue-Mardrus, la duchesse de Clermont-Tonnerre, âgée de trente-quatre ans, qu'elle initie, un an plus tard, au saphisme et avec qui elle noue une relation passionnée. En avril 1910, son recueil d'aphorismes, Éparpillements, assure sa réputation littéraire.
Remy de Gourmont, curieux de connaître l'auteur de ce livre, tombe amoureux d'elle, il lui adresse des lettres passionnées, plus tard réunies en volume sous le titre de Lettres à l'Amazone, surnom qu'il lui donne et qu'elle garde jusqu'à la fin de sa vie. Un surnom bien choisi pour cette passionnée d'équitation, qui a fait la une des journaux américains, au début des années 1920, galopant à travers Bar Harbor tout en menant un deuxième cheval à la bride devant elle.
De 1914 jusqu'à la fin de sa vie, Natalie Barney, par ailleurs fidèle jusqu'à la mort à un contrat autographe la liant à Élisabeth de Clermont-Tonnerre, entretient avec la peintre américaine Romaine Brooks une relation quasi conjugale, mais qui prévoit l'exercice d'une sorte de devoir de polygamie, manière d'affirmer une stricte liberté individuelle et de rejeter toute forme d'aliénation sociale. Son « infidélité » la plus constante a été Dolly, la nièce d'Oscar Wilde, jusqu'à ce que Nadine Huong, son maître d'hôtel dont elle a fait aussi une maîtresse, l'en sépare. En 1930, elle reçoit de son ami le docteur Henri Le Savoureux (1881-1961) un long et bel envoi sur l'ouvrage qu'il vient d'écrire : Chateaubriand.

### L'Italie fasciste (1940-1945)
L'attitude pendant la Seconde Guerre mondiale de Natalie Barney, juive par un de ses grands-parents, reste controversée. Certains historiens soulignant que son pacifisme est allé jusqu'à une certaine complaisance à l'égard du fascisme et de Mussolini, et qu'elle a fait preuve d'antisémitisme dans quelques lettres, qui n'ont peut-être été écrites que par lâcheté, pour donner des gages.
Elle passa, de fait, les années de Guerre en Italie.

### Le pôle parisien d'après-guerre (1946-1972)

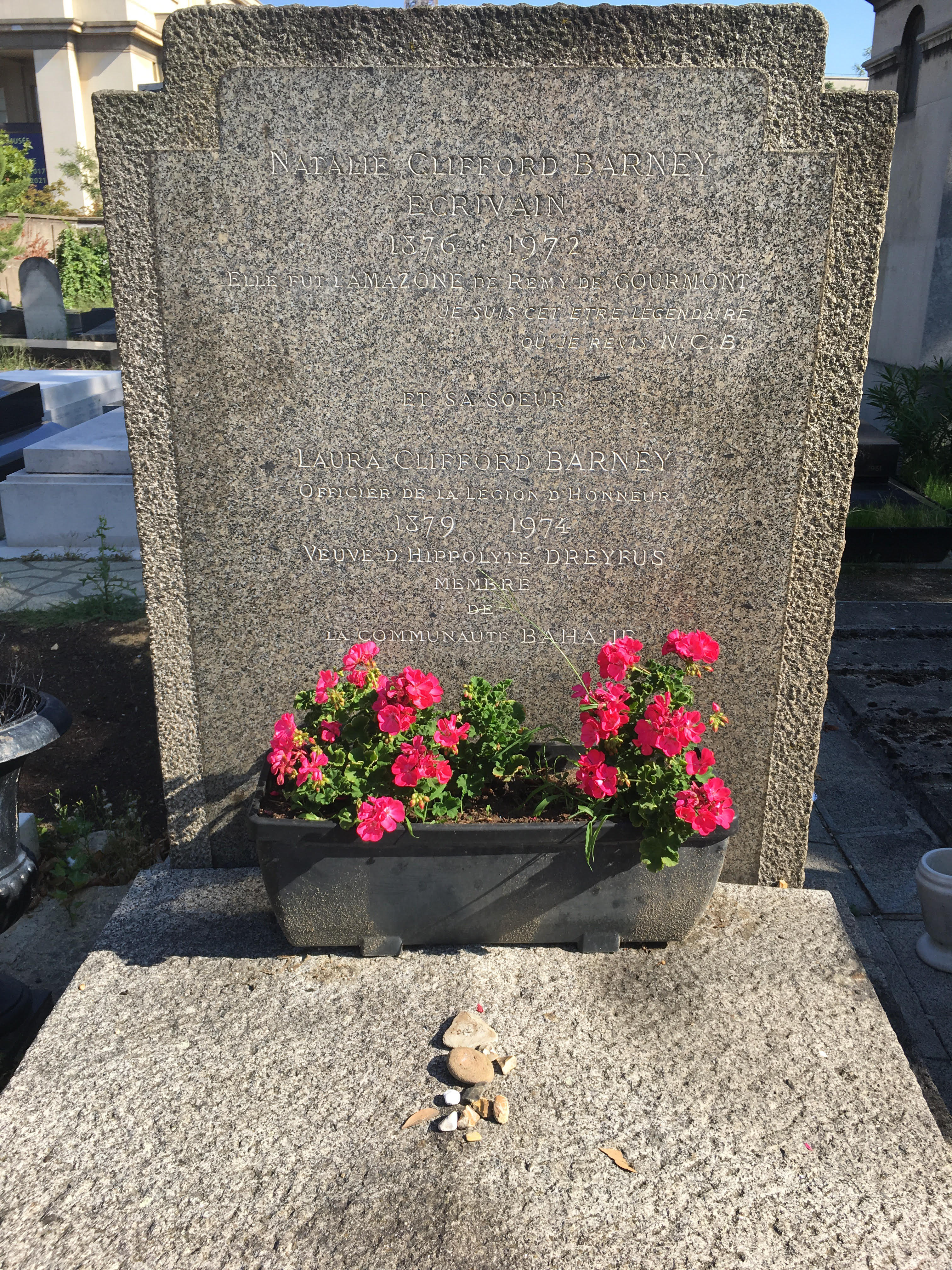
Tombe de Natalie et Laura Clifford Barney au cimetière de Passy (division 9).

La guerre finie, elle retrouve à Beauvallon sa résidence secondaire totalement détruite (la villa Trait d'Union qu'elle avait fait construire en réservant une aile à Romaine Brooks et une autre pour elle-même pour qu'elles aient plaisir à se retrouver et vivre sans se gêner).
De retour à Paris, elle ne rouvre son salon littéraire qu'en 1949. Elle y reçoit par la suite des auteurs comme Truman Capote et Marguerite Yourcenar.
Dans les années 1950, Natalie Barney entame une liaison avec Janine Lahovary, l'épouse d'un ambassadeur roumain, sans renoncer à son amitié avec Romaine Brooks, qu'elle aide régulièrement.
Elle publie Souvenirs indiscrets en 1960, puis Traits et Portraits en 1963.
Ayant été expulsée du 20 rue Jacob, elle meurt le 2 février 1972, à l'hôtel Meurice.
Elle est inhumée au cimetière de Passy (9e division), avec sa sœur Laura (en), femme de lettres et sculptrice, épouse de l'écrivain Hippolyte Dreyfus-Barney, spécialiste du bahaïsme.

## Œuvres
Natalie Barney a écrit la majorité de ses livres en français.
- Quelques portraits, sonnets de femmes, poèmes (1900)
- Cinq Petits dialogues grecs (sous le pseudonyme de Tryphê) (1902)
- Actes et entr'actes (1910)
- Éparpillements (1910)
- Je me souviens, roman (1910)
- Pensées d'une Amazone ; Les sexes adverses, la guerre et le féminisme ; Choses de l'amour ; Pages prises au roman que je n'écrirai pas (1920)
- Poems et poèmes, autres alliances (1920)
- Aventures de l'esprit (1929)
- Nouvelles pensées de l'Amazone (1939) ; rééd. éditions Ivrea, 1996.
- Souvenirs indiscrets (1960) - où elle évoque, ainsi que dans ses Souvenirs littéraires,  ses relations avec Colette vers 1900;
- Traits et portraits. Suivi de l'Amour défendu (1963)
- Un Panier de framboises (1979)
- L'Adultère ingénue : étude d'une passion (inédit posthume), préf. Francesco Rapazzini, Paris, Bartillat, 264 p., 2022  (ISBN 978-2841007264)
- Lettres à une connue (inédit posthume), préf. Francesco Rapazzini, Paris, Bartillat, 204 p., 2024  (ISBN 978-2841007738)

### Correspondances
- Renée Vivien et Natalie Clifford Barney (préf. Chantal Bigot & Francesco Rapazzini), Je suis tienne irrévocablement, Paris, Bartillat, 2023, 304 p. (ISBN 978-2841007516)

## Aphorismes
- « Je ne m'explique pas, je m'obéis. » - Éparpillements
- « Je ne juge d'après leurs actes que ceux pour qui j'ai de l'antipathie. » - Éparpillements
- « J'aime trop les commencements pour savoir aimer autre chose. » - Éparpillements

## Hommages

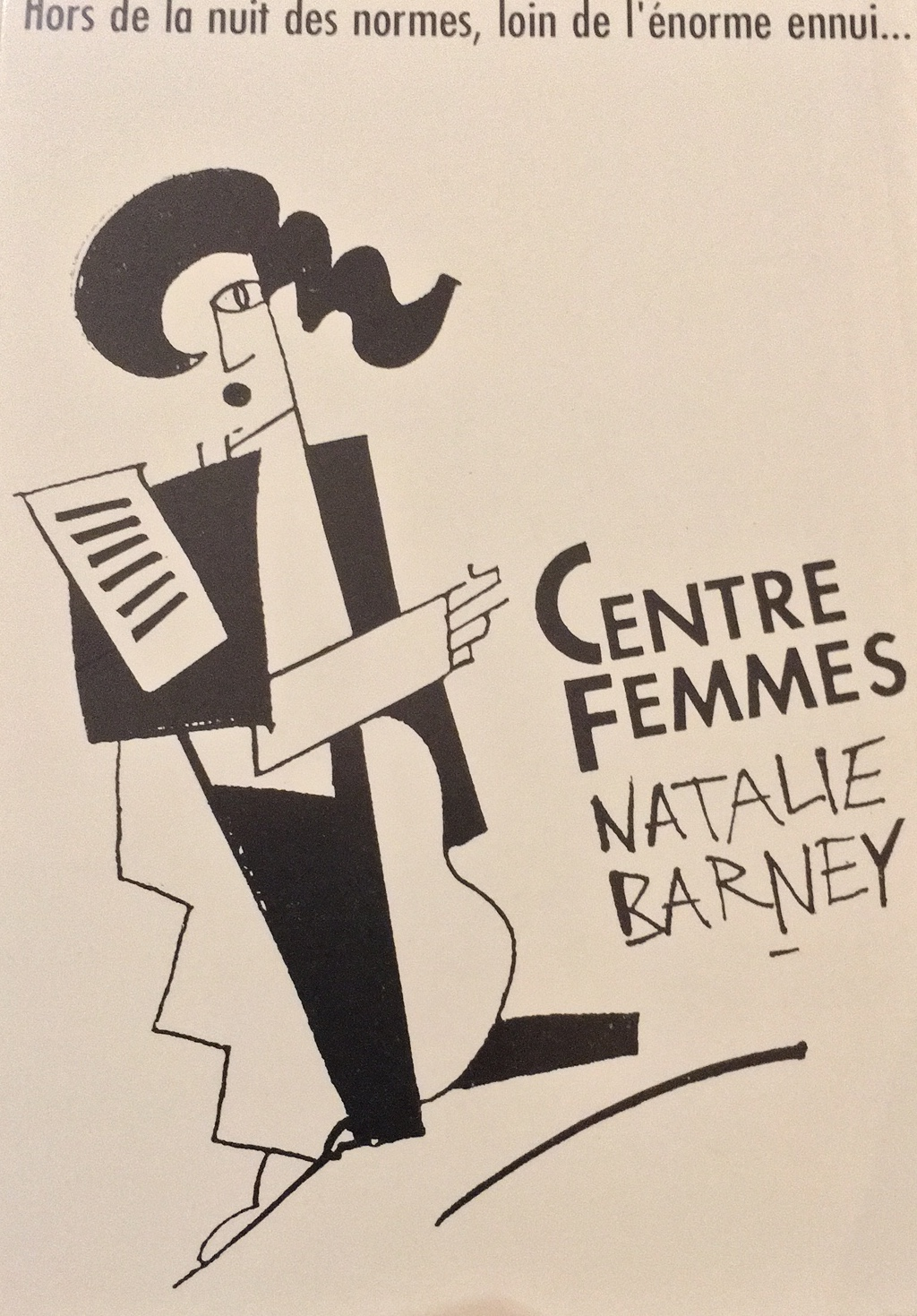
Le logo du Centre Femmes Natalie Barney.

- Le nom de l'écrivaine et militante est donné au Centre Femmes Natalie Barney (CFNB), association lesbienne de Genève qui occupe différents lieux de 1977 à 2002 et deviendra ensuite l'association Lestime[13],[14].
- Natalie Barney est une des 39 convives attablées dans l'œuvre d’art contemporain The Dinner Party (1974-1979) de Judy Chicago[15].
- Depuis 2013, un cratère de la planète Mercure s'appelle Barney en son honneur[16].
- La collection de bijoux de Natalie Clifford Barney fut donnée au musée des Arts décoratifs par sa sœur (épouse de Hippolyte Dreyfus-Barney) en 1966. Elle est composée de nombreux bijoux de René Lalique et constitue un bel exemple de l'orfèvrerie Art nouveau[4].